# Região Geoadministrativa de Catolé do Rocha
A Região Geoadministrativa de Catolé do Rocha é uma região geoadministrativa brasileira localizada no estado da Paraíba. É formada por dez municípios.
Seus gerentes regionais são Renato Feitosa e Jimmy Wagner G. Mendes.

## Municípios
- Belém do Brejo do Cruz
- Bom Sucesso
- Brejo do Cruz
- Brejo dos Santos
- Catolé do Rocha
- Jericó
- Mato Grosso
- Riacho dos Cavalos
- São Bento
- São José do Brejo do Cruz